# Kurt Heissmeyer
Kurt Heissmeyer (Lamspringe, 26 de dezembro de 1905 – Bautzen, 29 de agosto de 1967) foi um médico e oficial nazi das SS responsável por experiências médicas e científicas em prisioneiros de campos de concentração nazi durante a Segunda Guerra Mundial.
De maneira a conseguir um cargo de professor, Hessmeier precisava de apresentar uma pesquisa inédita e original. Embora refutada anteriormente, sua teoria médica era de que a injeção de bacilos vivos de tuberculose em pessoas agiria como vacina. Outro componente de seu experimento adivinha da pseudocientífica teoria de supremacia racial nazi de que a raça era um fator importante no desenvolvimento da tuberculose, sendo a doença melhor desenvolvida em raças inferiores.
Ele tentou provar sua tese injetando estes bacilos nos pulmões e no sistema sanguíneo de prisioneiros "subhumanos" (judeus e eslavos) de campos de concentração, considerados inferiores aos germânicos como raça. Teve a facilitação de instalações para tentar provar suas teses através de ligações próximas: através de seu tio, o general SS August Heissmeyer e de seu conhecido próximo, o também general SS Oswald Pohl.:84-85 Seus experimentos, a serem testados em judeus prisioneiros em campos de concentração, foram então autorizados por Heinrich Himmler.:65
Sua teoria foi experimentada em 20 crianças judias, dez meninos e dez meninas entre 5 e 12 anos, no campo de Neuengamme, próximo a Hamburgo, entre novembro de 1944 e abril de 1945. As crianças, originárias de Auschwitz, foram voluntárias para a viagem até Neuengamme depois que o Dr. Josef Mengele, também envolvido em experiências médicas naquele campo, perguntou a um grupo de crianças prisioneiras "quem queria sair dali para ver a mãe". Foram todas acompanhadas por quatro prisioneiras adultas, três polonesas e uma húngara, uma delas assassinada assim que chegou a Neuengamme.
Uma das tutoras durante a viagem, a médica polonesa Paula Trocki, sobreviveu à guerra e depois do conflito deu seu testemunho para a viagem:
Todas as crianças foram injetadas com os bacilos por Heissmeyer e ficaram doentes. Ele e sua equipe removeram os nódulos das glândulas linfáticas surgidos nas axilas das crianças e os enviou para o Dr. Hans Klein no Hospital Hohenlychen para estudos. Todas elas foram então fotografadas com os braços levantados para mostrar a incisão cirúrgica no local. Levadas depois à escola Bullenhuser Damm num distrito de Hamburgo, as crianças, quatro tutores adultos que as acompanharam e seis prisioneiros de guerra russos foram todos enforcados no porão da escola, pendurados em ganchos de açougue.
Com o fim da guerra, Heissmeyer conseguiu fugir e escondeu-se em sua cidade natal de Magdeburgo, na Alemanha Oriental do pós-guerra, onde retomou a carreira de médico, especializado em tuberculose e problemas de pulmão. Descoberto apenas em 1959, foi preso e levado a julgamento, sendo condenado em 1966 à prisão perpétua por crimes contra a Humanidade. Durante seu julgamento, declarou que "não achava que os presos do campo tivessem qualquer valor como seres humanos".:66 Quando perguntado porque não usou cobaias como porquinhos-da-Índia para suas experiências, respondeu: "para mim não havia qualquer diferença entre seres humanos e porquinhos-da-Índia", corrigindo-se em seguida, "entre judeus e porquinhos-da-Índia". Morreu na cadeia em 29 de agosto de 1967, aos 61 anos de idade.